# Niederstinzel
Niederstinzel ist eine französische Gemeinde mit 236 Einwohnern (Stand 1. Januar 2022) im Département Moselle in der Region Grand Est (bis 2015 Lothringen).

## Geografie
Niederstinzel liegt nördlich von Fénétrange am linken Ufer der Saar. Im Norden grenzt Niederstinzel an das Département Bas-Rhin (Elsass). Der Mosterwald im Westen der Gemarkung ist Teil des Teichgebietes Pays des Étangs innerhalb des Regionalen Naturparks Lothringen. Durch die Gemeinde führt die Departementsstraße D 43 von Sarre-Union nach Sarrebourg. An der nordwestlichen Gemeindegrenze verläuft das Flüsschen Naubach.

## Geschichte
Niederstinzel entstand um die Burg Geroldseck. Im 19. Jahrhundert war es einer von zwei Weinbauorten im Arrondissement Sarrebourg mit einer Anbaufläche von 30 ha. Die Reblaus bereitete dem Weinbau das Ende.
Die Schindeln im Gemeindewappen entstammen dem Wappen der Familie Fénétrange-Géroldseck, den früheren Herren des Ortes. Die Dreiecksform symbolisiert den Mantel des Heiligen St. Martin, ehemaliger Schutzpatron der Gemeinde.

### Bevölkerungsentwicklung
| Jahr      | 1962 | 1968 | 1975 | 1982 | 1990 | 1999 | 2007 | 2019 |
| Einwohner | 334  | 334  | 316  | 287  | 253  | 243  | 244  | 252  |

## Kultur und Sehenswürdigkeiten
- Umfassungsmauern der Ruine Geroldseck. Sie wurde mehrfach zerstört und wieder aufgebaut und erhielt ihren heutigen Namen nach dem Edlen Johann von Geroldseck († 1359). Endgültig geschleift wurde sie durch François de Créquy im Jahr 1677.
- Die Wasserburg Geroldseck geht auf eine römische Anlage des 3. Jahrhunderts zurück und gilt als älteste Burganlage Lothringens. Im Leben des Barockautors Johann Michael Moscherosch spielte sie eine wichtige Rolle: sie soll als Unterschlupf der Räuberbande gedient haben, die ihn in Fénétrange überfiel. Außerdem nutzte er sie in seinem Roman Theil der Gesichte Philanders von Sittewald (1642) als Schauplatz.[2] In Mondnächten soll man hier die Schatten von vier germanischen Helden sehen: den Drachentöter Siegfried, den Allemannen-Führer Ariovist, den Römer-Bezwinger Herrman und den Sachsenkönig Witichind.[3]
- Katholische Kirche des 17. Jahrhunderts, 1934 umfassend restauriert. Im Inneren Skulpturen und Ausmalungen von Johann Martersteck aus der Zeit um 1730. Hinter der Kirche befindet sich ein Beinhaus aus der Anfangszeit des 18. Jahrhunderts.
- Von 1756 sind noch einige Grenzsteine am ehemaligen Grenzverlauf zwischen dem Herzogtum Lothringen und dem Fürstentum Nassau-Saarbrücken erhalten. An beiden Ortseingängen befinden sich typische Lothringerkreuze, eines ist auf 1748 datiert.

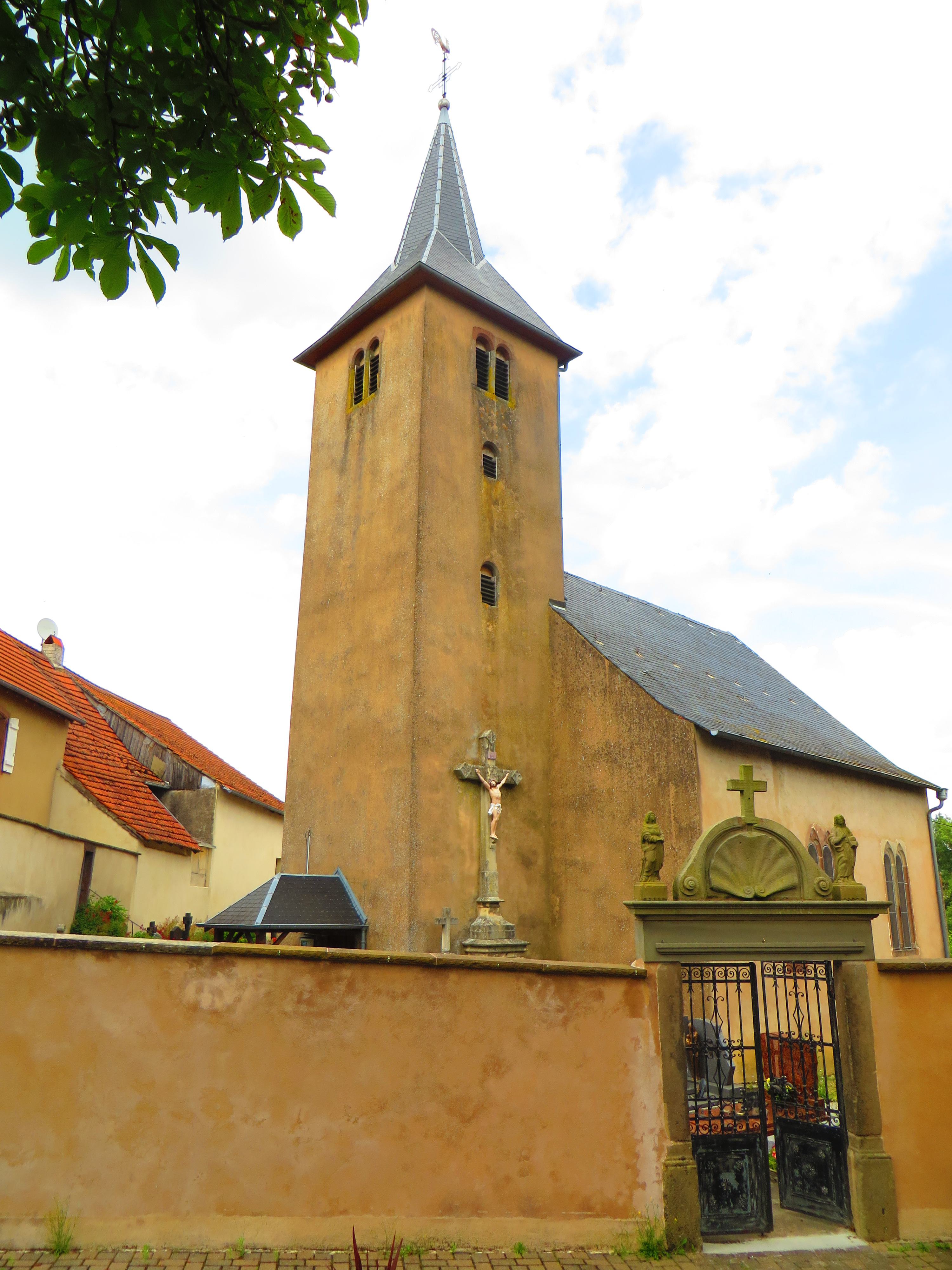
Katholische Kirche St. Nikolaus
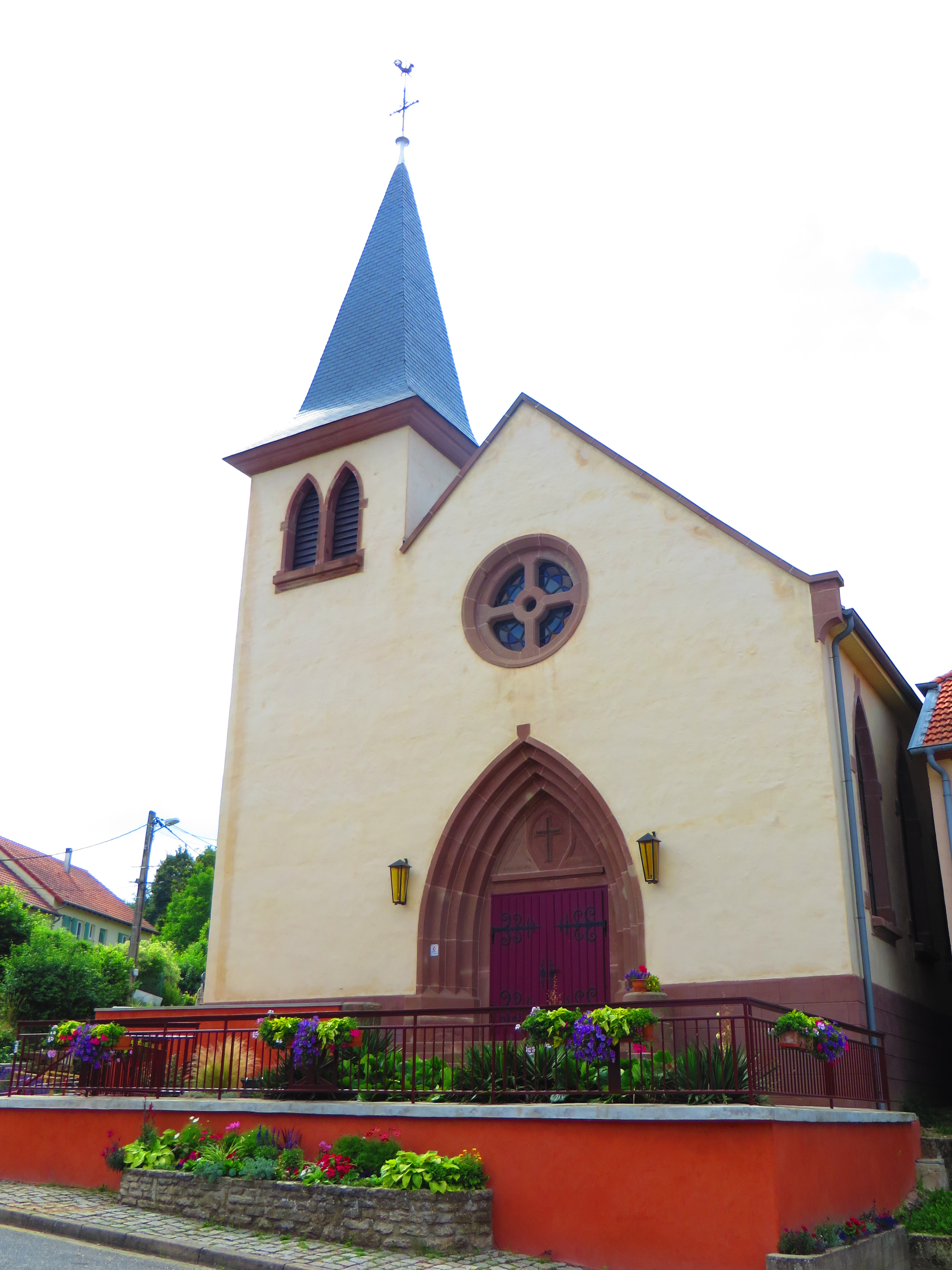
Lutherische Kirche

## Persönlichkeiten
- Georges Imbert (* 26. März 1884, † 6. Februar 1950 in Sarre-Union) – Erfinder des Holzvergasers

## Belege
1. ↑  Wappenbeschreibung auf genealogie-lorraine.fr (französisch)
2. ↑   Literaturland Saar. Abgerufen am 27. August 2021
3. ↑  Stefan Wolterdorff: Nordelsass für Leser, Morstadt Kehl, 2007, ISBN 978-3-88571-326-5, S. 180–182